# Germarostes pauliani
Germarostes pauliani är en skalbaggsart som beskrevs av Fortuné Chalumeau och Yves Cambefort 1976. Germarostes pauliani ingår i släktet Germarostes och familjen Hybosoridae. Inga underarter finns listade i Catalogue of Life.